# 念珠隆头蛛
念珠隆头蛛（学名：Eresus granosus）为隆头蛛科隆头蛛属的动物。在中国大陆，分布于北京等地。该物种的模式产地在北京。